# Richard L. Hoffman
Richard Lawrence Hoffman (25 de septiembre de 1927 - 10 de junio de 2012) fue un zoólogo estadounidense conocido como un experto sobre los milpiés, y una autoridad en la historia natural de Virginia y los Apalaches. Fue profesor de biología en la Universidad de Radford desde hace casi treinta años, y curador de invertebrados en el Museo de Historia Natural de Virginia durante otros veinte años. Fue cofundador de la Sociedad de Historia Natural de Virginia, él descrito más de 400 especies de milpiés, y produjo más de 480 publicaciones científicas. Él se conmemora en los nombres científicos de más de 30 especies de animales, incluyendo la salamandra Plethodon hoffmani y el ciempiés Nannarrup hoffmani.